# Dvar
Dvar este un proiect muzical electronic din Rusia. A lansat albume între anii 1995 și 2012, revenind activ în mod public din 2021. Primele albume se încadrează în genul darkwave⁠(d), iar cele mai recente tind spre o muzică electronică mai ușoară și atmosferică, cu o predominanță a sintetizatoarelor.
Dvar este un proiect exclusiv de studio. Grupul nu susține concerte, membrii săi sunt anonimi, nu apar în public și nu își fac cunoscute numele sau fotografiile în mod oficial. Toate piesele Dvar sunt interpretate într-o limbă imaginară. Potrivit legendei create de membrii grupului, versurile și muzica nu sunt compuse de ei, ci primite de la o entitate supranaturală numită Dvar.